# Bettina Villars
Bettina Villars (* 8. Juli 1964) ist eine ehemalige Schweizer Badmintonspielerin.

## Sportliche Karriere
Villars gewann ihren ersten nationalen Titel 1989 im Dameneinzel und löste damit Serienmeisterin Liselotte Blumer ab. Im gleichen Jahr war sie auch im Mixed mit Thomas Althaus erfolgreich. 1990, 1991 und 1992 konnte sie jeweils beide Titel verteidigen. 1995 war sie noch einmal im Einzel erfolgreich. International siegte sie 1986 und 1987 in Spanien. Bei den Swiss Open 1990 wurde sie Zweite im Dameneinzel hinter Diana Koleva aus Bulgarien. 1992 qualifizierte sie sich in zwei Disziplinen für Olympia. Im Einzel wurde sie 33., im Doppel 17.
Derzeit ist sie als Junioren-Nationaltrainerin des Schweizer U15-Teams tätig.

## Sportliche Erfolge
| Saison | Veranstaltung                           | Disziplin   | Sieger                               |
| ------ | --------------------------------------- | ----------- | ------------------------------------ |
| 1986   | Spanien: Internationale Meisterschaften | Mixed       | Jurgen van der Pot / Bettina Villars |
| 1987   | Spanien: Internationale Meisterschaften | Damendoppel | Bettina Villars / Doris Gerstenkorn  |
| 1987   | Spanien: Internationale Meisterschaften | Dameneinzel | Bettina Villars                      |
| 1989   | Schweizer Einzelmeisterschaften         | Mixed       | Thomas Althaus / Bettina Villars     |
| 1989   | Schweizer Einzelmeisterschaften         | Dameneinzel | Bettina Villars                      |
| 1990   | Schweizer Einzelmeisterschaften         | Mixed       | Thomas Althaus / Bettina Villars     |
| 1990   | Schweizer Einzelmeisterschaften         | Dameneinzel | Bettina Villars                      |
| 1991   | Schweizer Einzelmeisterschaften         | Mixed       | Thomas Althaus / Bettina Villars     |
| 1991   | Schweizer Einzelmeisterschaften         | Dameneinzel | Bettina Villars                      |
| 1992   | Schweizer Einzelmeisterschaften         | Mixed       | Thomas Althaus / Bettina Villars     |
| 1992   | Schweizer Einzelmeisterschaften         | Dameneinzel | Bettina Villars                      |
| 1995   | Schweizer Einzelmeisterschaften         | Dameneinzel | Bettina Villars                      |
| 2006   | Senioren-Europameisterschaft 40+        | Dameneinzel | Bettina Villars                      |
| 2009   | Senioren-Weltmeisterschaft 45+          | Dameneinzel | Bettina Villars                      |